# Yokohama Stadium
Yokohama Stadium – stadion znajdujący się w Jokohamie przeznaczony głównie do baseballu. Jest użytkowany przez Yokohama DeNA BayStars. Jest gospodarzem Australian Football Rules.
Carlos Santana i Masayoshi Takanaka występowali na stadionie w dniu 2 sierpnia 1981 roku. Michael Jackson podczas pierwszej solowej trasy Bad World Tour wykonał 5 wyprzedanych koncertów dla łącznie 190 tysięcznej publiczności (średnio około 38 tysięcy osób na koncercie). Jeden koncert został zarejestrowany przez Nippon TV i transmitowany w całej Azji. Madonna wykonała tu trzy koncerty podczas trasy Blond Ambition World Tour od 25 do 27 kwietnia 1990. 27 kwietnia zarejestrowano jej koncert i wydano na VHS pt. Blond Ambition - Japan Tour 90.